# 魏杰
魏杰（1952年—），男，陕西西安人，中国经济学家，曾任中国人民大学经济系系主任，现任清华大学经济管理学院教授、博士生导师。